# Tir na nog
En la mitologia irlandesa, Tír na nÓg ([tʲiːɾʲ n̪ˠə ˈn̪ˠoːɡ]; Terra dels joves) o Tír na hÓige (Terra de la joventut) és un dels noms per a l'Altre món cèltic, o potser per a una part d'aquest. Tír na nÓg és més conegut pel conte d'Oisín i Niamh.
Altres noms irlandesos antics de l'Altre món inclouen Tír Tairngire (Terra de la Promesa / Terra promesa),Tír fo Thuinn (Terra sota l'onada), Mag Mell (Plana de la delícia / Plana encantadora), Ildathach (Lloc multicolor), i Emain Ablach (L'illa de les pomeres). Mites similars a les cultures celtiques del nord inclouen els d'Annwn, Fairyland, Avalon i Hy Brasil.

## Llegenda
Es diu que Tír na nÓg es trobava més enllà de l'Occident, en un lloc tan remot que només s´hi podia arribar després d'una llarga travessia o sent convidat per alguna fada que hi visqués.
A l'Edat Mitjana va ser molt popular, diversos monjos i herois l'havien visitat, i es deia que el lloc es trobava lliure de malalties i morts. Es descrivia com un lloc de gran bellesa, amb música, força i joventut, i als seus habitants com a éssers molt agradables a la vista. Una de les llegendes celtes més boniques és la de la Terra de l'Eterna joventut, altrament nomenada Tír na Nog.

## Argument del conte de Oisín i Niamh
Un dia, al costat d'un llac, el jove Oisín, fill de Finn MacCumhail, líder de la tribu dels Fianna, va conèixer una bella noia de llargs cabells rossos, que es va apropar a ell muntant un cavall blanc. Es deia Niamh, era la filla del rei de Tír na Nog i havia sortit del regne a la recerca d'un marit. Oisín va enamorar-se profundament d'ella. Niamh el va convidar a anar amb el seu cavall i junts van volar sobre els camps d'Irlanda fins a desaparèixer camí de Tír na Nog. I allí van ser feliços per sempre ... o potser no?
Aquella terra era preciosa, tenia rius de plata, arbres plens de fruites, mel, vi i els animals més bonics que us pugueu imaginar. Certament Oisín va ser molt feliç amb la seva dona en aquell paradís on el temps s'havia aturat. Va ser molt feliç fins al cap de tres anys, quan la nostàlgia li va fer tornar a pensar en la seva terra, en la seva família, en el seu clan. El que no sabia era que cada any passat a Tir na nog era com 100 anys a Irlanda. En contra de la voluntat de Niamh, el guerrer va decidir tornar a Irlanda a veure el seu pare, a qui tant trobava a faltar. Al final, la seva dona, que no va poder dissuadir-lo, li va donar un consell, que no desmuntés mai del cavall en què anava a emprendre el viatge, que no trepitgés mai la terra d'Irlanda si volia tornar als seus braços de nou.
El viatge d'Oisín va ser terrible: el país havia canviat, la fortalesa del seu pare es trobava en ruïnes, ... Què ha passat? Els pagesos li donen notícies que Finn MacCumhail havia mort i la Fianna havia desaparegut ... fa ja 300 anys! Aquest era el temps que havia transcorregut a Irlanda mentre Oisín gaudia de la terra de la joventut. Però la fatalitat va fer que, en pretendre ajudar a uns homes a apartar una pedra del camí, se li trenqués la brida i Oisín caigués de la muntura. En qüestió de segons, el cavall es va esvair i el nostre heroi va quedar convertit en un home vellíssim, que va morir a l'instant.
Diuen que les històries irlandeses sempre acaben malament. Potser perquè la felicitat eterna resulta avorrida i els irlandesos troben a faltar la sal i el pebre d'una bona baralla ...
"Is fada an bóthar nach mbíonn casadh ann". (Proverbi irlandès: Ves-te'n però no tornis)